# Brigador
Brigador (antes conocido como Matador) es un juego táctico isométrico en tiempo real del estudio independiente Stellar Jockeys, lanzado el 16 de octubre de 2015 en acceso temprano. El lanzamiento oficial fue el 2 de junio de 2016. Se ha comparado con las series Syndicate y MechCommander 2. Brigador: Up-Armored Edition, una versión mejorada de relanzamiento, ha sido lanzada el 2 de junio de 2017. Presenta una nueva campaña, un reequilibrio y mejoras gráficas que incluyen mejores explosiones.

## Jugabilidad
Después de seleccionar un vehículo y equiparlo con armas, el jugador es colocado al azar en uno de los nueve distritos. Cada distrito se puede despejar completando uno de los tres objetivos siguientes: eliminar a todos los enemigos, eliminar a todos los capitanes enemigos o destruir las plataformas de defensa orbital. No hay manera de guardar el juego, reiniciar o acumular experiencia: el juego debe completarse en una sola sesión. Sin embargo, las características desbloqueadas deben pasar de un juego a otro, y las colocaciones enemigas son aleatorias entre partidos.

## Desarrollo
Brigador es producido por el estudio de cuatro hombres Stellar Jockeys trabajando en Seattle, WA y Champaign, IL. Los hermanos Hugh y Jack Monahan están detrás de la dirección artística y el diseño del juego, trabajando con los programadores Dale Kim y Harry Hsiao. El juego ha sido Greenlit en Steam, y fue lanzado el 16 de octubre de 2015 en acceso temprano.

## Recepción
Brigador tiene una puntuación de 70 sobre 100 en Metacritic indicando "mixta o media reseñas".